# Cabazita-Mg
La cabazita-Mg és un mineral de la classe dels silicats, que pertany al grup de la cabazita-levyna. Rep el nom del grec chabazios (to o melodia), una de les vint pedres esmentades en el poema Peri litos, que exaltaven les virtuts dels minerals. És el membre del grup de la cabazita amb magnesi dominant.

## Característiques
La cabazita-Mg és un silicat de fórmula química (Mg0.7K0.5Ca0.5Na0.1)[Al₃Si9O24]·10H₂O. Cristal·litza en el sistema trigonal. La seva duresa a l'escala de Mohs és 4.
Segons la classificació de Nickel-Strunz, la cabazita-Mg pertany a «02.GD: Tectosilicats amb H₂O zeolítica; cadenes de 6-enllaços – zeolites tabulars» juntament amb els següents minerals: gmelinita-Ca, gmelinita-K, gmelinita-Na, willhendersonita, cabazita-Ca, cabazita-K, cabazita-Na, cabazita-Sr, levyna-Ca, levyna-Na, bellbergita, erionita-Ca, erionita-K, erionita-Na, offretita, wenkita, faujasita-Ca, faujasita-Mg, faujasita-Na, maricopaïta, mordenita, dachiardita-Ca, dachiardita-Na, epistilbita, ferrierita-K, ferrierita-Mg, ferrierita-Na i bikitaïta.
Els exemplars que van servir per a determinar l'espècie, el que es coneix com a material tipus, es troben conservats al Museu Herman Ottó, a Miskolc, Hongria, i al Museu d'Història Natural d'Hongria, a Budapest, amb els números de referència: gyn/1742 i 1743.

## Formació i jaciments
Va ser descoberta a la pedrera del mont Karikás, a la localitat de Bazsi, dins el districte de Sümeg (Comtat de Veszprém, Hongria). També ha estat descrita a l'illa Magee, al comtat d'Antrim (Irlanda del Nord). Aquests dos indrets són els únics de tot el planeta on ha estat descrita aquesta espècie mineral.